# Ізабел душ Сантуш
Ізабел душ Сантуш (порт. Isabel dos Santos; нар. 1973, Баку, Азербайджанська РСР, СРСР) — ангольська інвесторка, дочка другого президента Анголи Жозе Едуарду душ Сантуша. За підрахунками журналу Forbes, вона в 2013-му стала першою жінкою-мільярдером у Африці.
За даними Forbes, донька незмінного з 1979 року президента Анголи Жозе Едуарду душ Сантуша має декілька пакетів акцій у найбільших португальських і ангольських компаніях. Вона володіє 19,5 % акцій португальського банку BPI, що становить близько 465 мільйонів доларів.
Крім того, душ Сантуш належать 28,8 % акцій оператора кабельного телебачення у Португалії. Журнал Forbes оцінив цю власність в 385 мільйонів доларів. Крім цього, вона володіє акціями на суму 160 мільйонів доларів в ангольському банку BIC.
Forbes також повідомляє, посилаючись на власне джерело, що душ Сантуш є акціонером компанії мобільного зв'язку Анголи Unitel і має не менше 25 % цінних паперів, які коштують «мінімум один мільярд доларів». Станом на січень 2020 року вона перебувала під слідством у Португалії, а відтоді обрала Об'єднані Арабські Емірати своєю офіційною країною проживання. У грудні 2021 року Державний департамент США заборонив Дос Сантос та її найближчим родичам в'їзд до Сполучених Штатів, посилаючись на "значну корупцію через незаконне привласнення державних коштів для її особистої вигоди". 18 листопада 2022 року Інтерпол видав ордер на її арешт.